# Pacentro
Pacentro är en ort och kommun i provinsen L'Aquila i regionen Abruzzo i Italien. Kommunen hade 1 133 invånare (2018).